# آزمایش جهان کوچک

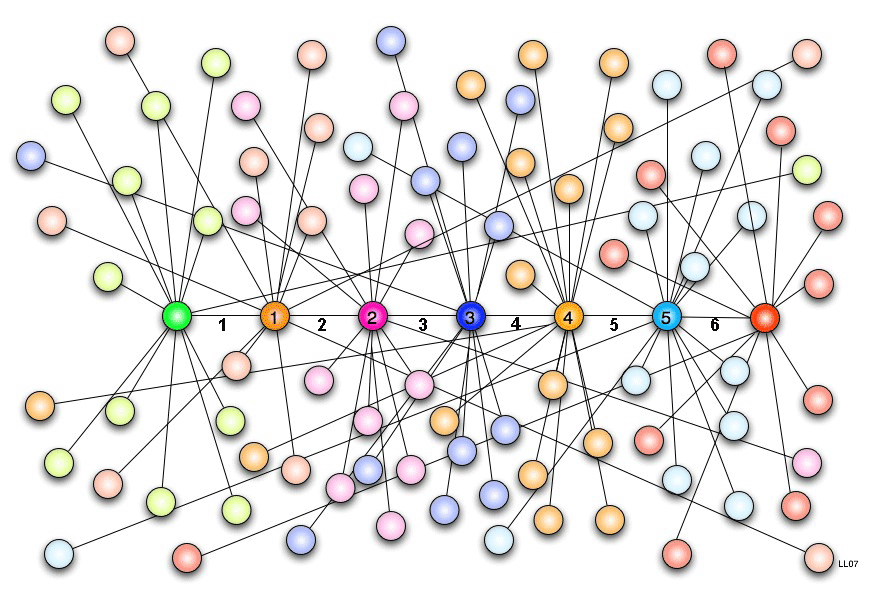
میلگرام از آزمایش جهان کوچک خود به این برآیند رسید که هر دو فرد تصادفی در ایالات متحده با شش گام (به‌طور متوسط) به هم پیوند می‌خورند.

آزمایش جهان کوچک (انگلیسی: Small-world experiment) شامل چندین آزمایشی است که توسط استنلی میلگرام و پژوهشگران برای اندازه‌گیری میانگین طول مسیر شبکه‌های اجتماعی مردم در ایالات متحده صورت گرفت. این پژوهش از این جهت که به این نتیجه رسید که جامعه انسان یک شبکهٔ جهان کوچک است، بسیار مورد توجه قرار گرفت. این آزمایش‌ها معمولاً با عبارت «شش درجه جدایی» مرتبط در نظر گرفته می‌شوند، اگرچه میلگرام این عبارت را خود استفاده نکرد.

## تاریخچهٔ مسئله
حدسیات گولیلمو مارکونی بر اساس کار رادیویی خود در اوایل قرن بیستم، که در سخنرانی جایزه نوبل سال ۱۹۰۹ خود بیان کرد، ممکن است نویسندهٔ مجارستانی فریگس کارینتی را برای نوشتن چالش خود -پیدا کردن شخص دیگری که او نتواند از طریق حداکثر پنج نفر به او متصل شود- الهام بخشیده باشد. این شاید قدیمی‌ترین اشاره به مفهوم شش درجه جدایی و جستجو برای پاسخ به مسئلهٔ جهان کوچک باشد.
ریاضیدان مانفرد کوخن و دانشمند علوم سیاسی ایتیل د سولا پول، هنگام کار در دانشگاه پاریس در اوایل دهه ۱۹۵۰ میلادی، در زمانی که میلگرام از آنها بازدید کرد و در تحقیقات آنها همکاری داشت، یک دست نوشتهٔ ریاضی به نام «تماس‌ها و تأثیرات» (Contacts and Influences) نوشتند.
دستنوشتهٔ منتشر نشدهٔ آنها قبل از انتشار در سال ۱۹۷۸، بیش از ۲۰ سال در بین دانشگاهیان دست‌به‌دست می‌شد. دستنوشته سازوکارهای شبکه‌های اجتماعی را بیان می‌کرد و پیامدهای ریاضی آن‌ها (از جمله درجه اتصال) را بررسی می‌کرد. این دست نوشته سوالات مهم بسیاری را در مورد شبکه‌ها حل نشده باقی گذاشت که یکی از آنها تعداد درجات جدایی در شبکه‌های اجتماعی واقعی بود.
میلگرام در راه بازگشت از پاریس این چالش را پذیرفت که نهایتاً منجر به آزمایش‌هایی شد که مقالهٔ «مسئله جهان کوچک» در نسخهٔ مه ۱۹۶۷ مجلهٔ محبوب «روان‌شناسی امروز» (Psychology Today) منتشر کرد. همچنین نسخهٔ دقیق‌تری از مقاله دو سال بعد در مجلهٔ «جامعه‌سنجی» (Sociometry) منتشر شد. مقالهٔ منتشر شده در مجلهٔ روان‌شناسی امروز توجه زیادی به این آزمایش‌ها جلب کرد که امروزه نیز به خوبی شناخته شده‌اند، در حالی که بسیاری از کارهای بنیادی فراموش شده‌اند.
آزمایش میلگرام در دوره‌ای طراحی شد که چندین رشتهٔ مستقل در حال همگرایی بر ایدهٔ اتصال فزایندهٔ جهان بودند. مایکل گورویچ کار بنیادی در مطالعه تجربی ساختار شبکه‌های اجتماعی در پایان‌نامه دکترای خود در مؤسسه فناوری ماساچوست تحت نظر پول انجام داده بود. ریاضی‌دان اتریشی مانفرد کوخن که در طراحی شهری دولت‌محور درگیر بود، این نتایج تجربی را در مقالهٔ ریاضی «تماس‌ها و تأثیرات» تعمیم داد و نتیجه گرفت که در یک جمعیت به اندازه آمریکا بدون ساختار اجتماعی، «تقریباً قطعی است که دو فرد می‌توانند حداقل از طریق دو واسطه با یکدیگر تماس بگیرند. در یک جمعیت ساختارمند اجتماعی، این امر کمتر محتمل است اما همچنان به نظر محتمل می‌رسد. شاید برای کل جمعیت جهان، احتمالاً فقط به یک فرد پل زنندهٔ دیگر نیاز داریم.» آن‌ها سپس شبیه‌سازی‌های مونته‌کارلو را بر اساس داده‌های گورویچ ساختند و متوجه شدند هم پیوندهای آشنایی ضعیف و هم پیوندهای قوی برای مدل‌سازی ساختار اجتماعی مورد نیاز است. از آنجایی که شبیه‌سازی‌ها روی رایانه‌های سال ۱۹۷۳ (که به نسبت رایانه‌های کنونی بسیار ضعیف هستند) اجرا می‌شدند، محدودیت زیادی داشتند. اما همچنان مقدار واقع‌بینانه‌تر «سه درجه جدایی» در سراسر جمعیت ایالات متحده را پیش‌بینی کردند. مقداری که یافته‌های میلگرام را پیشگویی می‌کرد.
میلگرام هنگامی که یک مجموعه مشهور از آزمایش‌ها را از سال ۱۹۶۷ در دانشگاه هاروارد آغاز کرد، آزمایش‌های گورویچ در شبکه‌های آشنایی را نیز مرور کرد. یکی از مشهورترین کارهای میلگرام مطالعه‌ای در مورد اطاعت و اقتدار است که به‌طور گسترده‌ای به عنوان آزمایش میلگرام شناخته می‌شود. همکاری قبلی میلگرام با پول و کوخن احتمالاً منبع علاقهٔ او به اتصال فزایندهٔ بین انسان‌ها بود و مصاحبه‌های گورویچ به عنوان مبنایی برای آزمایش‌های جهان کوچک او مورد استفاده قرار گرفت.

## آزمایش
آزمایش میلگرام از تمایل به یادگیری بیشتر دربارهٔ اینکه دو نفر که به صورت تصادفی انتخاب شده‌اند به چه احتمالی یکدیگر را می‌شناسند، برخاسته است. این یکی از راه‌های نگاه به مسئلهٔ جهانی کوچک است. نگاه دیگر به این مسئله تصور جمعیت به عنوان یک شبکه اجتماعی و تلاش برای یافتن میانگین طول مسیر بین هر دو گره است. آزمایش میلگرام برای اندازه‌گیری این طول مسیرها با ایجاد روشی برای شمارش تعداد پیوندها بین هر دو نفر طراحی شده بود.

### مراحل اصلی

یک مسیر ممکن برای بسته در آزمایش «جهان کوچک» استنلی میلگرام.

1. اگرچه آزمایش نسخه‌های مختلفی داشت، اما میلگرام عمدتاً افرادی از شهرهای اوماها ایالت نبراسکا و ویچیتا ایالت کانزاس ایالات متحده را به عنوان نقاط شروع، و بوستون ایالت ماساچوست را به عنوان نقطهٔ پایانی زنجیره مکاتبات انتخاب کرد. این شهرها به این دلیل انتخاب شدند که فکر می‌شد از هم فاصلهٔ زیادی هم از لحاظ اجتماعی و هم جغرافیایی دارند.
2. بسته‌های اطلاعاتی در ابتدا به افرادی که به‌طور تصادفی در اوماها یا ویچیتا انتخاب شده بودند ارسال شدند. این بسته‌ها شامل نامه‌هایی بودند که هدف مطالعه را شرح می‌داد و اطلاعات پایه‌ای در مورد شخص هدف در بوستون را در بر می‌گرفتند. همچنین نامه‌ها شامل فهرستی بودند که افراد می‌توانستند نام خود را در آن بنویسند. همچنین کارت‌های پستی با ارسال رایگان به آدرس مقصد دانشگاه هاروارد در نامه‌ها قرار داشت.
3. هنگام دریافت دعوتنامه مشارکت، از گیرنده پرسیده می‌شد که آیا او شخصاً فرد توصیف‌شده در نامه را می‌شناسد یا خیر. اگر چنین بود، آن شخص باید نامه را مستقیماً به آن فرد ارسال می‌کرد. برای اهداف این مطالعه، «شناختن» یک فرد به این معنی تعریف شده بود که شخص را بر اساس نام کوچکش بشناسند.
4. در حالت محتمل‌تری که شخص، فرد هدف را شخصاً نمی‌شناخت، از او خواسته می‌شد نام خود را در فهرست امضاء کرده و بسته را برای دوست یا کسی از بستگان خود که فکر می‌کرد شانس بیشتری برای شناختن فرد هدف دارد، ارسال کند. یکی از کارت‌های پستی همراه بسته نیز به محققان دانشگاه هاروارد پست می‌شد تا بتوانند پیشرفت زنجیره به سمت فرد هدف را پیگیری کنند.
5. در صورتی که بسته سرانجام به فرد تماس در بوستون رسید، محققان آنگاه می‌توانستند فهرست را بررسی کنند تا تعداد دفعاتی که بسته از شخصی به شخص دیگر ارسال شده بود را متوجه شوند. علاوه بر این، برای بسته‌هایی که هرگز به مقصد نرسیدند، کارت‌های پستال دریافتی به شناسایی نقطه شکست در زنجیره کمک کردند.

### نتایج
مدت کوتاهی پس از آغاز آزمایش، نامه‌ها شروع به رسیدن به فرد هدف کردند و محققان در دانشگاه هاروارد کارت‌های پستی پاسخ‌دهندگان را دریافت می‌کردند. گاهی بسته در یک یا دو مرحله به فرد هدف می‌رسید، در حالی که برخی زنجیره‌ها از نه یا ده پیوند تشکیل شده بودند. با این حال، یک مشکل مهم این بود که اغلب افراد از ارسال نامه به شخص بعدی خودداری می‌کردند و در نتیجه زنجیره هرگز به مقصد نمی‌رسید. در یک مورد، ۲۳۲ نامه از ۲۹۶ نامه هرگز به مقصد نرسیدند.
با این حال، نهایتاً ۶۴ نامه به فرد هدف رسیدند. در میان این زنجیره‌ها، طول مسیر میانگین حدود پنج و نیم یا شش بود؛ بنابراین، محققان به این نتیجه رسیدند که مردم ایالات متحده به‌طور متوسط حدود شش نفر از یکدیگر فاصله دارند. اگرچه خود میلگرام هرگز از عبارت «شش درجه جدایی» استفاده نکرد، اما این یافته‌ها احتمالاً به پذیرش گسترده آن کمک کردند.
در یک آزمایش که ۱۶۰ نامه ارسال شده بود، ۲۴ نامه به فرد هدف در خانه‌اش در شارن، ماساچوست رسید. از بین این ۲۴ نامه، ۱۶ نامه توسط یک شخص، یک تاجر پوشاک که میلگرام او را «آقای جیکوبز» صدا می‌زد، به فرد هدف داده شده بود. همچنین از بین نامه‌هایی که به دفتر کار فرد هدف رسیده بودند، بیش از نیمی از تنها دو مرد دیگر آمده بودند.
محققان از کارت‌های پستی دریافتی برای بررسی کیفی زنجیره‌های ایجاد شده استفاده کردند. معمولاً بسته به سرعت به محل جغرافیایی نزدیک می‌رسید، اما تا یافتن دایرهٔ دوستان نزدیک فرد هدف، تقریباً به‌طور تصادفی ول می‌گشت. این نشان می‌دهد شرکت‌کنندگان هنگام انتخاب شخص مناسب بعدی در زنجیره عمدتاً به نزدیکی جغرافیایی توجه می‌کردند.

### انتقادها
چند انتقاد روش‌شناختی از آزمایش جهان کوچک وجود دارد که نشان می‌دهند طول مسیر میانگین در واقع ممکن است کوچک‌تر یا بزرگ‌تر از آن چیزی باشد که میلگرام انتظار داشته است. در اینجا چند انتقاد به‌طور خلاصه آورده شده‌اند:
1. جودیت کلاینفلد استدلال می‌کند که مطالعه میلگرام به دلیل روش استخدام شرکت‌کنندگان و نرخ بالای عدم مشارکت از سوگیری انتخاب و سوگیری عدم پاسخ‌دهی رنج می‌برد. اولاً، آغاز کنندگان زنجیره به‌طور تصادفی انتخاب نشده بودند، زیرا میلگرام آنها از طریق یک آگهی که به‌طور خاص به دنبال افرادی که خود را به خوبی متصل به جامعه می‌دانستند، جذب کرد. مشکل دیگر در خصوص ریزش افراد است. اگر فرض شود احتمال ثابتی برای عدم پاسخگویی هر شخص در زنجیره وجود داشته باشد، زنجیره‌های طولانی‌تر کمتر نمایان خواهند شد، زیرا احتمال بیشتری وجود دارد که با شرکت کننده‌ای مواجه شوند که تمایلی به مشارکت ندارد؛ بنابراین، آزمایش میلگرام باید مقدار واقعی متوسط طول مسیر را کمتر برآورد کند. چندین روش برای اصلاح این برآوردها پیشنهاد شده است. یکی از آن‌ها از روش‌های آنالیز بقا استفاده می‌کند تا از اطلاعات طول زنجیره‌های مختل شده نیز استفاده کند و با این کار سوگیری در برآورد میانگین فاصلهٔ جدایی را کاهش دهد.
2. یکی از ویژگی‌های کلیدی روش‌شناسی میلگرام این است که از شرکت‌کنندگان خواسته می‌شود شخصی را که می‌شناسند و به نظرشان بیشترین احتمال را دارد تا فرد هدف را بشناسد، انتخاب کنند. اما در بسیاری از موارد، شرکت‌کننده ممکن است مطمئن نباشد کدام‌یک از دوستانش بیش‌ترین احتمال را دارد تا فرد هدف را بشناسد. از آنجایی که شرکت‌کنندگان آزمایش میلگرام نقشهٔ توپولوژیکی شبکه اجتماعی را ندارند، در واقع ممکن است بسته را از هدف دورتر کنند. این کار به احتمال زیاد طول مسیر را افزایش داده و باعث می‌شود متوسط تعداد پیوندهای مورد نیاز برای اتصال دو فرد تصادفی بیش از حد برآورد شود. تنها یک هدایتگر کاملاً آگاه، با دسترسی به گراف اجتماعی کامل کشور، خواهد توانست کوتاه‌ترین مسیر را انتخاب کند و به‌طور کلی این مسیر حتماً کوتاه‌تر از مسیر تولید شده توسط الگوریتم حریصانه‌ای است که افراد تنها بر اساس اطرافشان به‌طور محلی تصمیم می‌گیرند.
3. برخی از جوامع، مانند سِنتینِلی‌ها، کاملاً منزوی هستند و زنجیره‌های دیگر را که به‌طور کلی جهانی هستند، مختل می‌کنند. هنگامی که این افراد کشف می‌شوند، از اکثریت جهان «دورتر» باقی می‌مانند، زیرا آن‌ها تماس‌های اقتصادی، خانوادگی یا اجتماعی کمی با جهان بیرون دارند. قبل از کشف آن‌ها، با هیچ تعداد پیوند نمی‌توان از بقیهٔ جمعیت به آن‌ها رسید. با این حال، این جوامع همیشه بسیار کوچک هستند و از نظر آماری اهمیت کمی دارند.

علاوه بر این انتقادهای روش‌شناختی، مسائل مفهومی نیز مورد بحث قرار گرفته‌اند. یکی از آن‌ها مربوط به اهمیت اجتماعی زنجیره‌های تماس غیرمستقیم با فواصل جدایی مختلف است. بخش زیادی از کارهای رسمی و تجربی بر روی فرایندهای انتشار تمرکز دارد، اما ادبیات مسئله جهان کوچک اغلب اهمیت تحقیقات را با استفاده از یک مثال (مشابه آزمایش میلگرام) از یک جستجوی هدفمند شروع می‌کند که در آن شخص شروع‌کننده سعی می‌کند از فرد هدف، منابعی (مثل اطلاعات) به دست آورد و برای رسیدن به او از چند واسطه استفاده کند. اما تحقیقات تجربی کمی وجود دارد تا نشان دهند زنجیرهای غیرمستقیم با طول حدود شش در واقع برای چنین جستجوی هدفمندی استفاده می‌شوند یا چنین فرایندهای جستجویی نسبت به سایر روش‌ها (مثلا پیدا کردن اطلاعات در یک دایرکتوری) کارآمدتر هستند.

## تحقیقات کنونی
مسئلهٔ جهان کوچک همچنان یک موضوع پژوهشی محبوب است و بسیاری از آزمایش‌ها هنوز در حال انجام هستند. به عنوان مثال، پیتر دادز، روبی محمد، و دانکن جی واتس با در نظر گرفتن ۲۴٬۱۶۳ زنجیره ایمیل و ۱۸ هدف در سراسر جهان، اولین بازتولید در مقیاس بزرگ از آزمایش میلگرام را انجام دادند.
دادز و همکارانش همچنین دریافتند که میانگین طول زنجیره حتی پس از در نظر گرفتن ریزش حدود شش خواهد بود. همچنین آزمایش مشابهی در دانشگاه کارنگی ملون با استفاده از شبکه‌های اجتماعی محبوب انجام شد. نتایج نشان داد که تعداد کمی از پیام‌ها در واقع به مقصد خود رسیدند. با این حال، انتقاداتی که به آزمایش میلگرام وارد است، عمدتاً به این تحقیقات کنونی نیز وارد است.

### مدل‌های شبکه

مقایسهٔ یک گراف حلقوی معمولی (چپ)، یک گراف جهان کوچک که تعدادی از اتصالات به‌طور تصادفی تغییر کرده‌اند (وسط)، و یک گراف تصادفی که همهٔ اتصالات به‌طور تصادفی تغییر کرده‌اند (راست).

در سال ۱۹۹۸، دانکن جی واتس و استیون استروگتز از دانشگاه کرنل اولین مدل شبکه را در مورد پدیدهٔ جهان کوچک منتشر کردند. آنها نشان دادند که شبکه‌هایی از جهان طبیعی و ساخت بشر، مانند شبکه‌های برق و شبکه عصبی کرم الگانس، پدیده جهانی کوچک را نشان می‌دهند. واتس و استروگاتز نشان دادند که اضافه کردن تعداد کمی پیوند تصادفی به یک شبکه منظم، قطر گراف (طولانی‌ترین مسیر مستقیم بین دو رأس دلخواه در شبکه) را از بسیار طولانی به بسیار کوتاه کاهش می‌دهد. این تحقیق در ابتدا با تلاش‌های واتس برای درک هماهنگی بین صدای جیرجیرک‌ها الهام گرفته شد که نشان می‌داد آن‌ها در فواصل طولانی هماهنگی بالایی دارند، گویی حشرات توسط یک رهبر نامرئی هدایت می‌شوند. مدل ریاضی که واتس و استروگاتز برای توضیح این پدیده توسعه داده‌اند، از آن زمان در محدوده وسیعی از زمینه‌های مختلف اعمال شده است. به گفتهٔ واتس:
فکر می‌کنم افرادی از تقریباً هر زمینه‌ای به جز ادبیات انگلیسی با من تماس گرفته‌اند. نامه‌هایی از ریاضی‌دانان، فیزیک‌دانان، زیست‌شیمی‌دانان، فیزیولوژیست‌های عصبی، اپیدمیولوژیست‌ها، اقتصاددانان، جامعه‌شناسان؛ از افراد حوزه بازاریابی، سیستم‌های اطلاعاتی، مهندسی عمران و از یک شرکت تجاری که از مفهوم جهان کوچک برای اتصال شبکه‌ای در اینترنت استفاده می‌کند، دریافت کرده‌ام.
به‌طور کلی، مدل آن‌ها درستی مشاهدهٔ مارک گرانووتر نشان داد که این «قدرت پیوندهای ضعیف» است که یک شبکه اجتماعی را به هم متصل نگه می‌دارد. اگرچه این مدل خاص از آن زمان توسط جان کلاینبرگ تعمیم یافته است، اما همچنان یک مطالعهٔ موردی استاندارد در زمینه شبکه‌های پیچیده باقی مانده است. در نظریه شبکه، ایده ارائه شده در مدل شبکه جهان کوچک به‌طور گسترده‌ای مورد بررسی قرار گرفته است. در واقع، چندین نتیجه کلاسیک در نظریه گراف تصادفی نشان می‌دهد که حتی شبکه‌هایی بدون ساختار توپولوژیکی واقعی، پدیدهٔ جهان کوچک را از خود نشان می‌دهند. این ویژگی از لحاظ ریاضی به صورت رشد قطر شبکه با لگاریتم تعداد گره‌ها (به جای تناسب با تعداد گره‌ها در گراف شبکه‌ای) بیان می‌شود. این نتیجه به‌طور مشابه به شبکه‌هایی با توزیع درجه توانی مانند شبکه‌های بی‌مقیاس قابل تعمیم است.
در علوم کامپیوتر، از پدیده جهان کوچک (اگرچه معمولاً به این نام شناخته نمی‌شود) در توسعه پروتکل‌های همتا به همتای امن، الگوریتم‌های مسیریابی جدید برای اینترنت و شبکه‌های بی‌سیم موردی، و الگوریتم‌های جستجو برای انواع شبکه‌های ارتباطی استفاده می‌شود.